# 수필과비평문학상
수필과비평문학상은 수필과비평으로 등단한 수필가 중에서 문학성이 뛰어나고 수필과비평작가회의 발전에 공헌한 작가를 선정하는 문학상이다. 수필과비평사와 수필과비평작가회의가 공동주최하고 전국 지방자치단체가 돌아가면서 후원한다.

## 역대 수상 작품
- 2007년 5회 전희준, 이연희
- 2008년 8회 이종택 <은발의 소년들> 장정희 <직선과 곡선>[1]
- 2010년 10회 오태익 <착각 한사발>
- 2011년 11회 김재희 박혜숙 <빈들에 허수아비>[2]
- 2012년 12회 박옥근 <글의 씨앗> 오승휴 <내 마음을 알거야>
- 2013년 13회 이현수, 김새록 <달빛 꽃물에 들다>
- 2014년 14회 김광영 <객승> 김용순 <내 안에 피는 꽃들>
- 2015년 15회 이동이 <머문 자리> 심인자 <왼손을 위하여>
- 2016년 16회 김나현 <화색이 돌다>·박귀덕 <잃어버린 풍경이 말을 건네오다>·신노우 <살며 생각하며>·이옥순 <홍차가 우려지는 동안>
- 2017년 17회 존재 근원에 대한 내적인 성찰과 농익은 정서로 주목을 받은 신창선, 최미아, 모임득[3]